# Mai Hùng
Mai Hùng là một phường thuộc thị xã Hoàng Mai, tỉnh Nghệ An, Việt Nam.

## Địa lý
Phường Mai Hùng nằm ở trung tâm thị xã Hoàng Mai, có vị trí địa lý:
- Phía đông giáp các phường Quỳnh Dị và Quỳnh Phương
- Phía tây giáp xã Quỳnh Trang và huyện Quỳnh Lưu
- Phía nam giáp phường Quỳnh Xuân và xã Quỳnh Liên
- Phía bắc giáp phường Quỳnh Thiện và xã Quỳnh Vinh.

Phường có diện tích 12,22 km², dân số năm 2013 là 8.926 người, mật độ dân số đạt 731 người/km².

## Lịch sử
Trước đây, Mai Hùng là một xã thuộc huyện Quỳnh Lưu.
Ngày 3 tháng 4 năm 2013, Chính phủ ban hành Nghị quyết 47/2013/NQ-CP. Theo đó, chuyển xã Mai Hùng về thị xã Hoàng Mai mới thành lập, đồng thời thành lập phường Mai Hùng trên cơ sở toàn bộ 1.221,87 ha diện tích tự nhiên và 8.926 người của xã Mai Hùng.

## Di tích
- Đền Kim Lung[3]